# Pithaali
Pithaali of Mənda (ook bekend als Milli Bhaat en Milani) is een traditioneel hartig gerecht uit het district Jamalpur in de divisie Mymensingh, Bangladesh. 